# Corpse Party (Film)
Corpse Party ist ein japanischer Horrorfilm von Regisseur Yamada Masafumi aus dem Jahr 2015, der auf der Videospielserie Corpse Party von Team GrisGris basiert. Der Film besitzt einen ähnlichen Handlungsstrang wie die 2013 veröffentlichte OVA-Serie Corpse Party: Tortured Souls.
Der Film feierte am 1. August 2015 in Japan Premiere. Eine Fortsetzung unter dem Titel Corpse Party: Book of Shadows erschien im Jahr 2016. Für den deutschsprachigen Markt sicherte sich Kazé die Lizenz und veröffentlichte den Film unter ihrem 2018 neu gegründeten Realfilm-Label Kazé Movie.

## Handlung
Der Film beginnt in einer regnerischen Nacht an der Kisaragi Academy. Den Abschluss und Abschied entgegenkommend beschließen Naomi Nakashima und ihr Kindheitsfreund Satoshi Mochida gemeinsam mit ihren Klassenkameraden Seiko Shinohara, Yoshiki Kishinuma, Sakutaro Morishige, Ayumi Shinozaki und Mayu Suzumoto die Schule nach ihrem letzten Schulfest an ihrer Schule zu säubern. Dann schlägt Ayumi vor, zum Abschluss ihrer gemeinsamen schulischen Laufbahn das Freundschaftsritual der fröhlichen Sachiko durchzuführen. Ihre Lehrerin Yui Shishido stößt mit Satoshis jüngerer Schwester Yuka hinzu. Durch das Ritual werden sie in eine parallele Dimension gesogen. Dort finden sie sich an einer verfluchten Abschlusszeremonie an der Tenjin-Grundschule wieder, die vor Jahren schließen musste.
Sie finden Zeitungsartikel, die über einen Serienmörder berichten, der zusammen mit drei Schülern dieser Schule vermisst wird. Kurz darauf wird Shishido vor den Augen ihrer Schüler von einem Mann, Yoshikazu Yanagihori, mit einem Hammer erschlagen. Aus Angst fliehen sie Yoshikazu. Auf der Flucht verdreht sich Naomi ihren Knöchel und wird ins Schulkrankenzimmer gebracht. Dabei verschwindet Yuka spurlos. Naomi begegnet den Geist Yukis und streitet sich mit Seiko, welche daraufhin den Raum verlässt und etwas später in Ohnmacht fällt. Ayumi und Yoshiki werden Zeuge wie die Geister von Yuki und Ryou – zwei der drei vermisst geglaubten Schülern – ihre Freundin Mayu mit aller Gewalt gegen eine Wand zerren und töten, während Naomi Seiko erhängt auffindet.
Yuka läuft dem inzwischen verrückt gewordenen Sakutaro über dem Weg, welcher sie durch die Schule jagt, ehe er von Yoshikazu ermordet wird. Ayumi und Yoshiki finden eine Videokassette und ein Glas mit abgetrennten Zungen. Die beiden stoßen zu Satoshi und Naomi, die sich gemeinsam das Video, welches von dem bekannten Spiritualisten Kou Kibiki aufgenommen wurde, ansehen. Dieses zeigt Kibiki und seine Assistenten bei der Erkundung der Grundschule kurz vor ihrem Ableben. Dabei erklärt er, dass man diese Dimension nur verlassen könne, wenn man den Fluch der Tenjin-Grundschule löst und die Papierschnipsel des Freundschaftsrituals in umgekehrter Weise verwendet. Naomi hat ihr Papierstück verloren, allerdings ist Ayumi im Besitz des Stückes. Diese beginnt ihrer Eifersucht gegenüber der Freundschaft zwischen Naomi und Satoshi zu erliegen, verbrennt Naomis Schnipsel und gibt ihr ein anderes Stück Papier. Ayumi und Yoshiki treffen abermals auf die Geister von Yuki und Ryou, wobei Ayumi es schafft, den beiden Geistern ihre Zungen zurückzugeben, woraufhin ihre Seelen geläutert werden. Yuki zeigt den beiden eine Vision, in der Sachiko als eigentliche Sünderin entlarvt wird.
Yuka wird von Sachiko umgebracht und Yoshiki opfert sich, damit die noch überlebenden Freunde fliehen können. Naomi findet die wahre Todesursache Seikos heraus, als sie die Videos der Sicherheitskameras sichtet: Naomi war von einem Geist besessen und brachte in diesem Zustand ihre Freundin um. Daraufhin bricht diese aufgrund ihrer Schuldgefühle zusammen, ehe sie von Seikos Geist befreit wird. Naomi hält eine Halskette, die sie gefunden hatte, und erhält eine Vision über die Entstehung des Fluchs: Sachikos Mutter, Yoshie, die an der Tenjin-Grundschule Krankenschwester war, wurde von Schulleiter Takamine Yanagihori eine Treppe hinuntergestoßen und starb. Sachiko, die Zeugin der Tat war, wurde von Takamine erwürgt. Er versteckt die Leichen um Beweise seiner Taten zu vernichten.
Naomi und der verletzte Satoshi finden Sachikos Körper und erhalten abermals eine Vision. In dieser zeigt sich, wo Sachikos Geist Takamine und dessen Sohn Yoshikazu für ihre Missetaten bestraft werden. Darauf greift Sachikos Körper die beiden an. Ayumi erscheint und liest aus einem Tagebucheintrag vor, in der Yoshie ihre Tochter bittet, niemandem Leid zuzufügen und sich zu Ruhe zu legen. Während die Schule in sich zusammenbricht, absolvieren die drei das Ritual. Ayumi und Naomi schaffen es zurück in ihre Dimension, während Satoshi stirbt. Es stellt sich heraus, dass er sein Schnipsel mit Naomi getauscht hat.

## Produktion
Bereits im Mai des Jahres 2014 wurden erste Informationen über die Produktion eines Realfilms zur Videospielserie Corpse Party bekannt. Im Februar 2015 wurde öffentlich, dass Masafumi Yamada, der bereits an den Umsetzungen der Horrorfilme Hitori Kakurenbo aus dem Jahr 2009 und New Hanako of the Toilet aus dem Jahr 2013 als Regisseur fungierte, mit der Regie betraut wurde. Das Drehbuch wurde von Yoshimasa Akamatsu angefertigt. Als Schauspieler wurden unter anderem Ryosuke Ikeoke von der japanischen Schauspielergruppe D-Boys, das Fashionmodel Nozomi Maeda, sowie die frühere Nogizaka46- und AKB48-Sängerin Rina Ikoma bekannt gegeben. Für Ikoma stellt das Engagement bei Corpse Party ihr Schauspieldebüt dar.
Das Einspiellied Babylon ~before daybreak stammt von Asami Imai, welche sowohl die Titelmusik für alle Videospiele und deren Anime-Adaptionen beisteuerte.

## Veröffentlichung
Am 1. August 2015 lief der Film als geschnittene Version in den japanischen Kinos. Eine ungeschnittene Version des Films wurde mit dem Titelzusatz Unlimited Edition ab dem 19. September 2015 in den japanischen Kinos gezeigt. In dieser Version wurden Szenen, die aus dem Original geschnitten wurden, weil sie entweder zu gewalttätig oder explizit für eine reguläre Veröffentlichung waren, hinzugefügt. Im Mai des Jahres 2016 wurde Corpse Party auf den Philippinen ausgestrahlt.
Mitte März des Jahres 2017 gab Kazé bekannt, dass sie sich die Rechte an der Lizenz für die Veröffentlichung des Realfilms im deutschsprachigen Raum gesichert habe und diesen über das Schwester-Label Eye See Movies veröffentlichen werden. Am 3. August 2018 lief der Film im Rahmen der von Kazé im Jahr 2017 ins Leben gerufenen Asia Nights in 80 deutschen, sowie sieben österreichischen Kinos, wobei der Film bei der Kinokette Cineplexx Österreich erst am 7. September gezeigt wurde. Die DVD und Blu-ray erschien am 28. September 2018 unter dem 2018 neu gegründeten Sublabel Kazé Movie, das sich auf asiatische Realverfilmungen von Anime und Manga konzentriert.

## Synchronisation
Wie bei Corpse Party: Tortured Souls wurde die Synchronisationsfirma TNT Media, wobei das Dialogbuch von Velin Marcone erstellt wurde. Im japanischen Cast ist das Idol Rina Ikoma sowie die japanische Schauspielerin Nozomi Maeda zu sehen.
| Figur                | Darsteller        | Deutscher Sprecher |
| -------------------- | ----------------- | ------------------ |
| Naomi Nakashima      | Rina Ikoma        | Shanti Shakraborty |
| Ayumi Shinozaki      | Maeda Nozomi      | Moira May          |
| Satoshi Mochida      | Ikeoka Ryōsuke    | Florian Clyde      |
| Yoshiki Kishinuma    | Jun               | Adam Nümm          |
| Seiko Shinohara      | Kita Yōko         | Jenny Maria Meyer  |
| Mayu Suzumoto        | Reina Visa        | Melinda Rachfahl   |
| Sakutaro Morishige   | Ryōtarō           | Moritz Lehmann     |
| Yuka Mochida         | Matsuura Ayu      | Aliana Schmitz     |
| Kou Kibiki           | Kanayama Kazuhiko | Kevin Kraus        |
| Yui Shishido         | Kosaka Atsuko     | Jessica Ridder     |
| Yoshie Shinozaki     | Eri Takeuchi      | Johanna M. Schmitt |
| Takamine Yanagihori  | Hiroki Ōkawa      | Hubert Burczek     |
| Yoshikazu Yanagihori | Shunsaku Mayama   | Oliver Bender      |
| Yuki Kanno           | Saya Uchida       |                    |
| Ryou Yoshizawa       | Haruto Satake     |                    |
| Sachiko Shinozaki    | Honoka Naitō      |                    |

## Fortsetzung
Anfang des Jahres 2016 wurde bekanntgegeben, dass Corpse Party eine Fortsetzung erhalten werde. Rina Ikoma übernahm erneut die weibliche Hauptrolle. Weitere wiederkehrende Darsteller sind Ryosuke Ikeoka, Nozomi Maeda und Jun von der Idol-Boygroup Bee Shuffle. Masafumi Yamada übernahm abermals die Regie. Der Film, der den Namen Corpse Party: Book of Shadows trägt, wurde am 30. Juli 2016 in den japanischen Kinos ausgestrahlt.